# Sumilón
Sumilón (Sumilon Island) es una isla situada en Filipinas, adyacente a la de Mindanao. Corresponde al barrio de Danawan en el término municipal de la Ciudad de Surigao perteneciente a  la provincia de Surigao del Norte situada en la Región Administrativa de Caraga, también denominada Región XIII.

## Geografía
Isla situada  al norte de la ciudad de  Surigao  al este de la isla de Hikdop, barrio de Catadmán, y  de la isla de Danaguán que también forma parte del barrio de Danawan;  en el estrecho de Surigao; al sur de la bahía de Aguasán;  y al norte del canal de Hinatuán.